# Homalomena metallica
Homalomena metallica är en kallaväxtart som först beskrevs av Nicholas Edward Brown, och fick sitt nu gällande namn av Adolf Engler. Homalomena metallica ingår i släktet Homalomena och familjen kallaväxter. Inga underarter finns listade.